# Větrný mlýn ve Velkém Chvojně
Větrný mlýn ve Velkém Chvojně v místní části Arnultovice je zaniklý mlýn holandského typu, který stál přibližně 800 metrů severovýchodně od arnultovického kostela Všech Svatých na kótě 457,3 m n. m. (pozemková parcela č. 467, stavební parcela č. 55). Po mlýně je nazýván okolní hon U Větrného mlýna.

## Historie
Větrný mlýn pocházel z roku 1845. Mlelo se v něm do roku 1870; po skončení prusko-rakouské války živnost zanikla. Zbytky zdiva věže byly patrné ještě po roce 1930; k roku 1970 je uváděno místo se zříceninou zarostlé křovím.